# Cupressus sargentii
Cupressus sargentii är en cypressväxtart som beskrevs av Jeps.. Cupressus sargentii ingår i släktet cypresser, och familjen cypressväxter. IUCN kategoriserar arten globalt som livskraftig. Inga underarter finns listade i Catalogue of Life.

## Bildgalleri

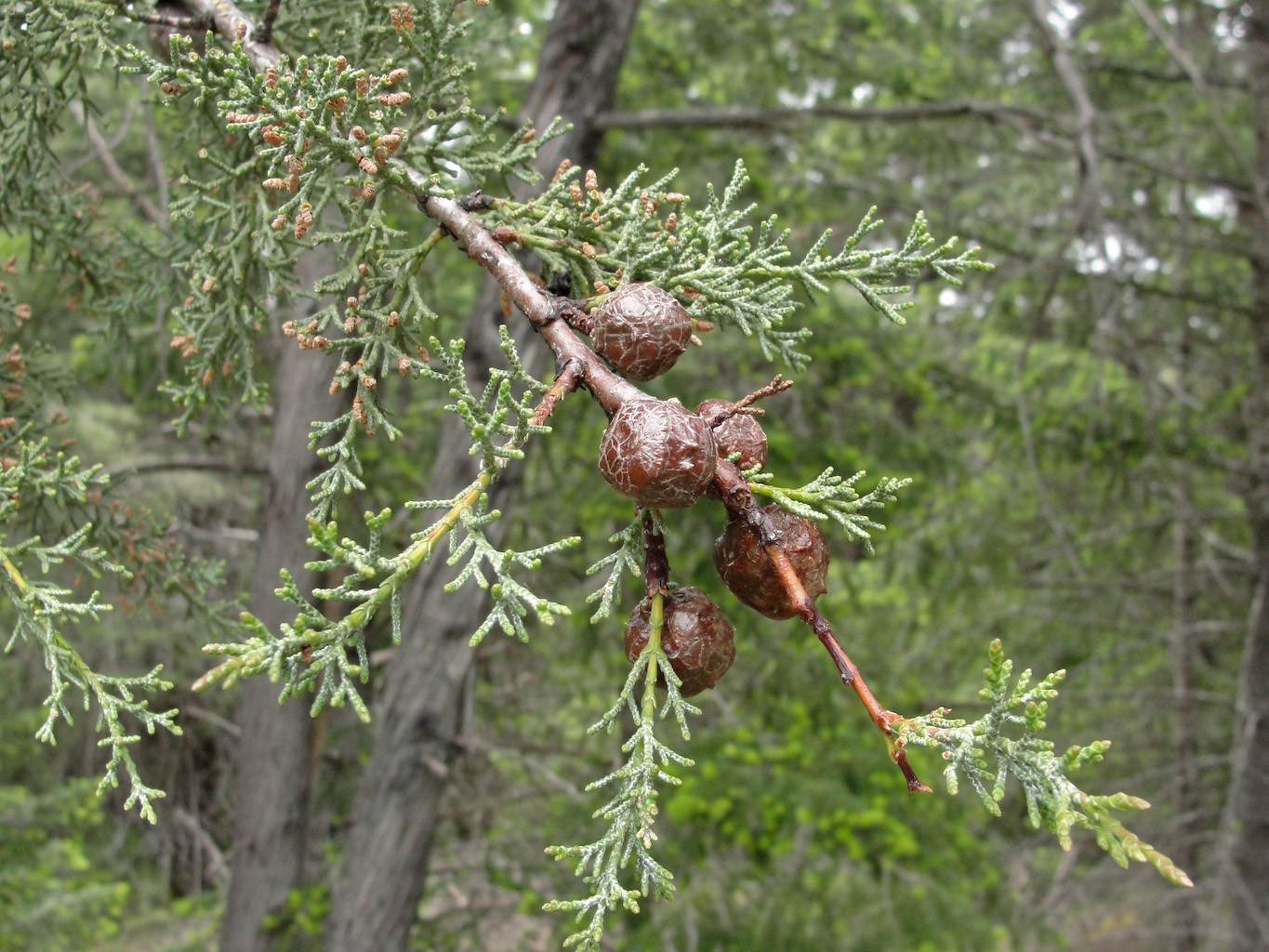
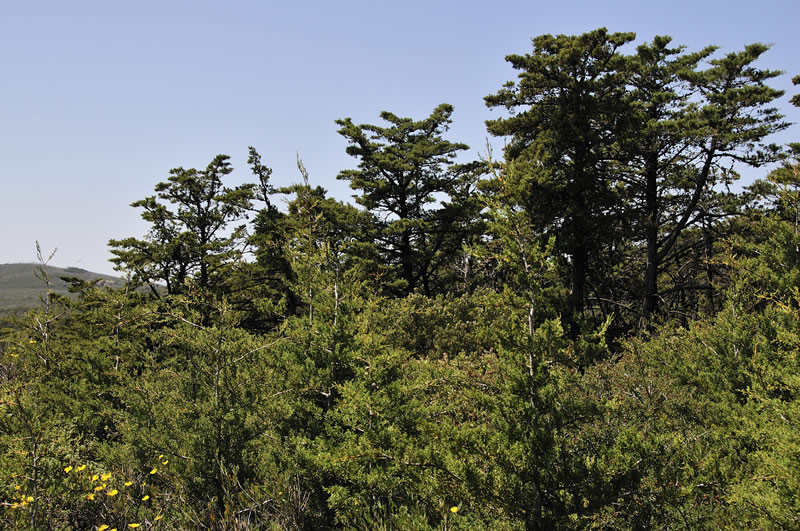
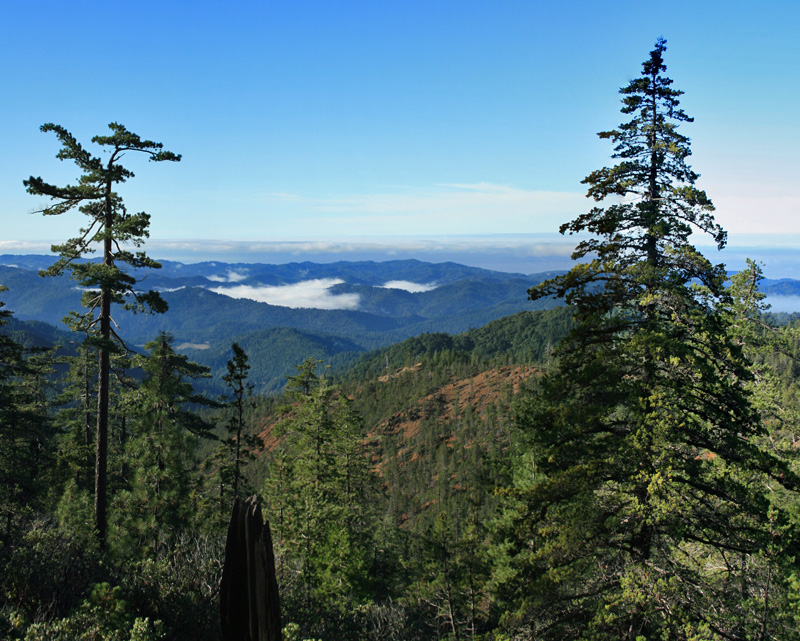